# Hodonín (district de Chrudim)
Pour les articles homonymes, voir Hodonín (homonymes).
Hodonín (en allemand : Hodona ou Godona) est une commune du district de Chrudim, dans la région de Pardubice, en République tchèque. Sa population s'élevait à 73 habitants en 2022.

## Géographie
Hodonín se trouve à 2 km au sud-ouest du centre de Nasavrky, à 13 km au sud de Chrudim, à 22 km au sud de Pardubice et à 101 km à l'est-sud-est de Prague.
La commune est limitée par České Lhotice au nord, par Nasavrky à l'est, par Trhová Kamenice au sud-est et au sud, par Horní Bradlo à l'ouest et par Libkov au nord-ouest.

## Histoire
La première mention écrite de la localité date de 1329.

## Transports
Par la route, Hodonín se trouve à 2 km de Nasavrky, à 17 km de Chrudim, à 26 km de Pardubice et à 126 km de Prague. 